# チャールズ・ネスビット・ウィルソン
チャールズ・ネスビット・ウィルソン（英語：Charles Nesbitt Wilson、1933年6月1日 - 2010年2月10日）は、アメリカ合衆国の政治家。通称はチャーリー・ウィルソン（Charlie Wilson）。元アメリカ海軍士官であり、元テキサス州選出連邦下院議員である。2003年に彼の伝記がジャーナリストのジョージ・クライルによって発表され、それを元にした映画『チャーリー・ウィルソンズ・ウォー』が2007年に公開されている。

## 人物

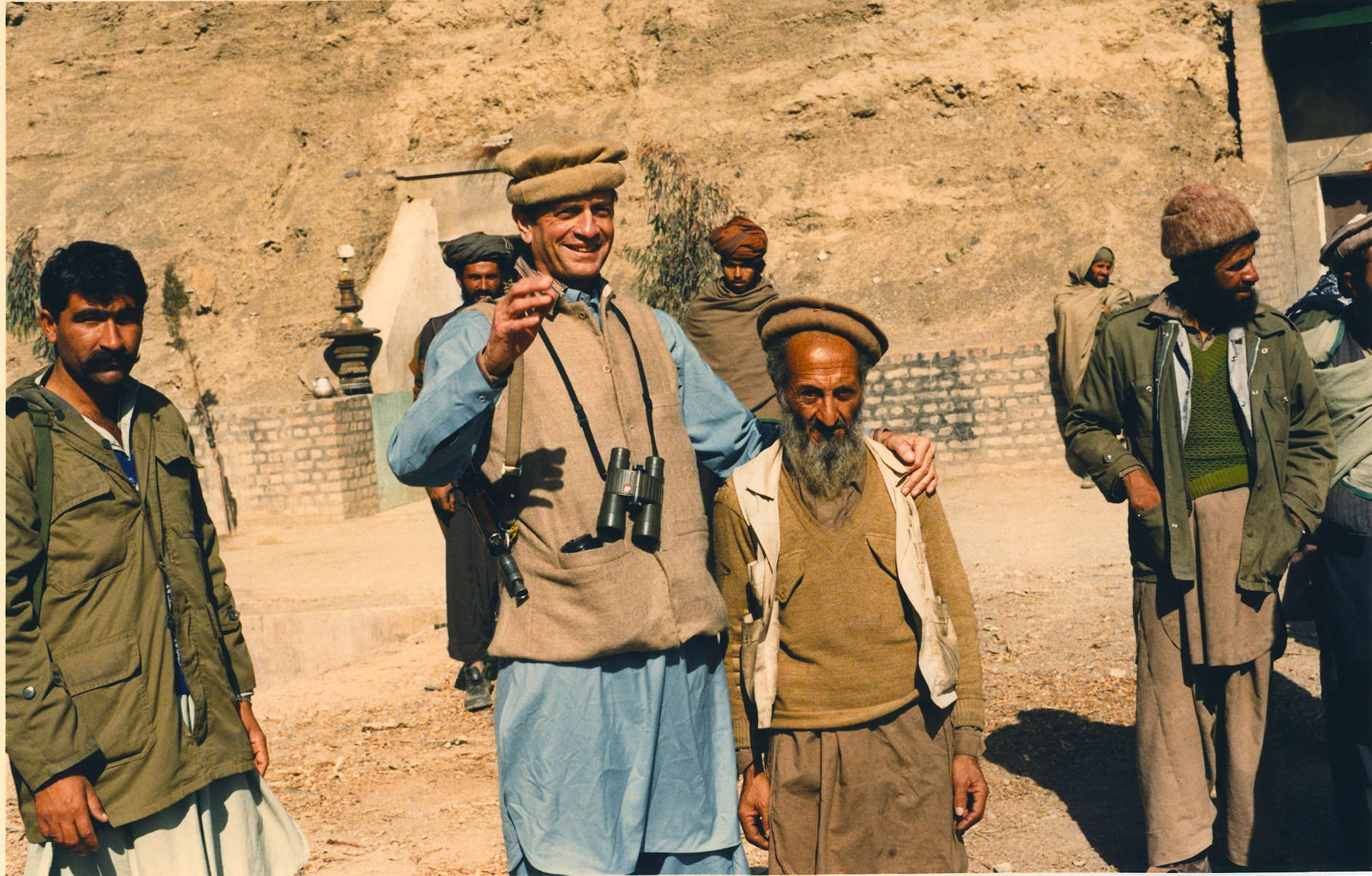
チャールズ・ウィルソンとムジャーヒディーン

1933年6月1日にテキサス州トリニティに誕生する。パーティー好きで陽気な人柄で知られ、地元新聞からは「グッドタイム・チャーリー」のあだ名を付けられ、プレーボーイ的なイメージの一方で、冷戦時代の英雄の1人でもあった。ウィルソンはCIA史上最大の極秘作戦を敢行した立志伝中の人物として知られる。旧ソ連のアフガニスタン侵攻を食い止めるため、ウィルソンは下院の国防歳出委員会メンバーとして動き、メンバーを味方につけて当時アフガニスタンを侵攻していた旧ソビエト連邦軍に対するCIAのアフガン支援の秘密予算の大幅増額を図る。当初500万ドルだった支援額は7年の内に10億ドルという空前の規模に達し、最終的に数十億ドルという多額の資金を調達した。これによる武器を供給などの支援によりアフガンのイスラム武装勢力ムジャーヒディーンは、最新の武器を手に入れ劣勢を跳ね返し、ソビエト連邦軍に撤退を余儀無くさせた。
ウィルソンはこの功績から、ソ連のアフガニスタン撤退を決定づけた影の功労者として、CIAはそれまでCIA要員にしか贈ったことの無かった功労賞を、文民として初めて秘密裏に表彰。この話を映画化したのが2007年に公開された映画『チャーリー・ウィルソンズ・ウォー』である。
しかしながら、アフガニスタンのイスラム武装勢力に行った軍事支援は、ソビエト連邦軍のアフガニスタン撤退以後アメリカにつきまとう災いの種となってしまった。ウィルソンが支持し、CIAから何百万ドル単位の支援を受けたアフガニスタンの軍閥たちは現在、国際テロ組織アルカイダなどとのつながりをもつ危険なイスラム原理主義者とみなされており、その中にはグルブッディーン・ヘクマティヤール元首相や、アフガニスタンの旧支配勢力タリバンのジャラルディン・ハッカニ司令官など含まれている。
しかしウィルソンはアメリカ同時多発テロ事件以後も、「われわれは悪の帝国（旧ソ連）と戦っていたのだ。（支援しないとすれば）それは第2次世界大戦中にヒトラーと戦うソビエト軍に供給支援を行わないのと同様だ。当時、タリバンなんていう名前を知っていた人間なんていただろうか？」と述べ、イスラム武装勢力たちの軍事強化に荷担したことを悔いることは無かった。

## 死去

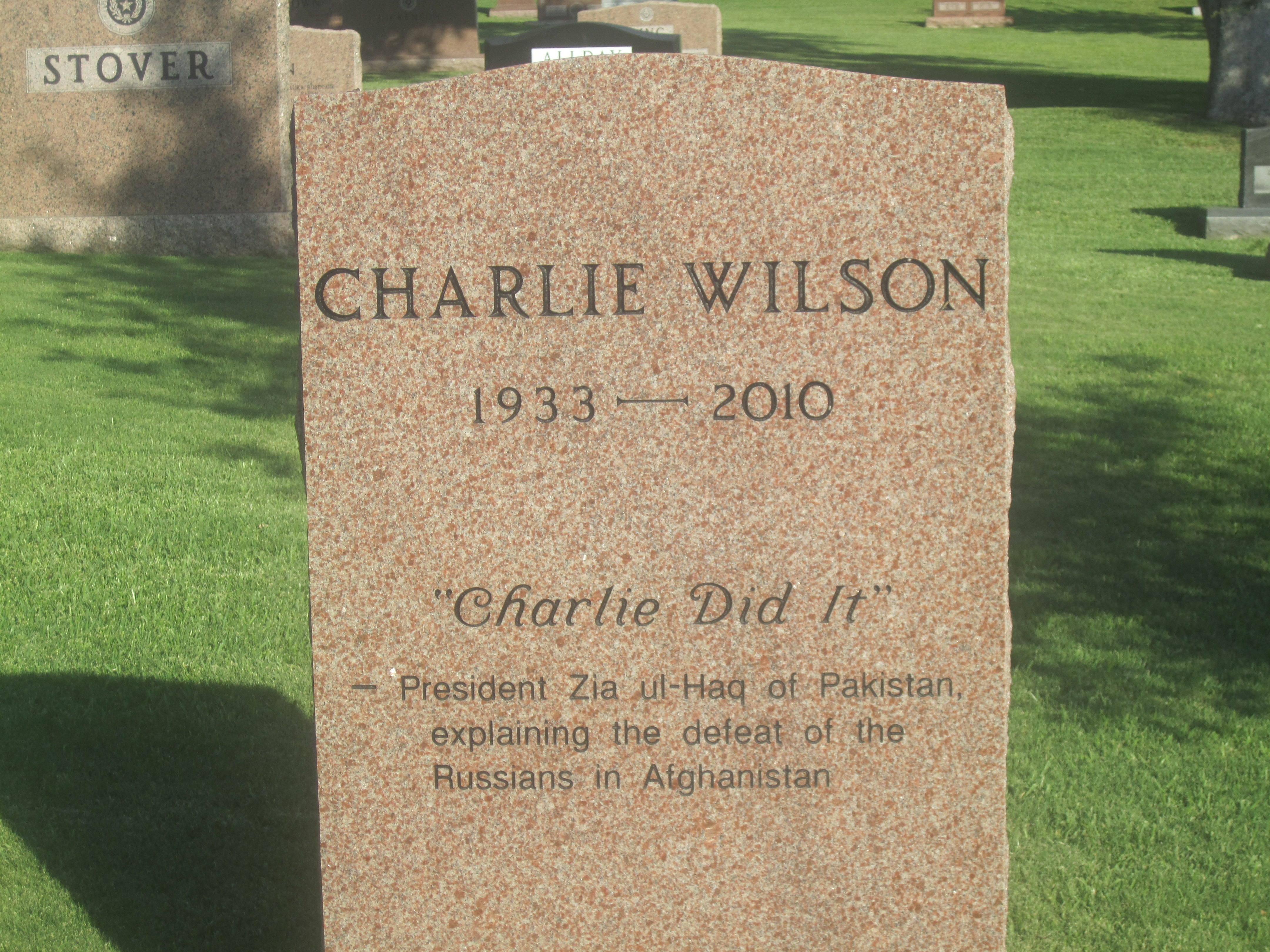
テキサスにある墓

2010年2月10日にテキサス州の病院で心不全のため亡くなった。